# Cray XT3
Il Cray XT3 è un'architettura di supercomputer a memoria condivisa a parallelismo massivo MIMD sviluppata da Cray Inc. in collaborazione con i Sandia National Laboratories con il nome in codice Red Storm. Cray convertì il progetto nel progetto commerciale XT3 nel 2004. L'XT3 ha un'architettura che deriva dal precedente Cray T3E e dal supercomputer Intel ASCI Red.
L'XT3 era disponibile in versioni che andavano da 192 a 32.768 processori, ogni processore era un AMD Opteron a 2.4 GHz, 2.6 GHz singol-core o dual-core e utilizzava un chip custom di comunicazione SeaStar con memoria compresa tra 1 e 8 GB. Il processore SeaStar era basato su un PowerPC 440 e forniva una banda di 6.4 Gigabyte per secondo di comunicazione HyperTransport e sei canali di comunicazione da 8 Gigabyte per secondo per i processori vicini. I processori sono collegati in un toro tridimensionale e ogni cabinet conteneva 96 processori.
Il XT3 utilizzava come sistema operativo UNICOS/IC che divideva la macchina in tre sezioni. La più ampia era dedicata alle elaborazioni, le altre due erano dedicate a operazioni di servizio e di I/O. Nell'UNICOS/lc 1.x i processori di calcolo eseguivano un microkernel sviluppato internamente dai laboratori Sandia chiamato Catamount e derivato dal SUNMOS, il sistema operativo dell'Intel Paragon. Nella versione 2.0 dell'UNICOS/lc Catamount venne sostituito da una versione specializzata del kernel Linux chiamato Computer Node Linux (CNL). I nodi di servizio e I/O utilizzano una versione di SUSE Linux ed erano utilizzati per la gestione dei sistema, l'interazione con l'utente, lo sviluppo dei programmi e il lancio degli stessi. I nodi di I/O erano diversi dagli altri nodi e includevano slot  PCI-X per le connessioni Ethernet e Fibre Channel.
Le prestazioni di ogni sistema XT3 dipendevano dal numero di processori installati, nel novembre del 2007 secondo la classifica TOP500 il sistema ASCI Thor's Hammer, il più potente sistema XT3 sviluppava una potenza di 102,7 TeraFLOPS secondo i test LINPACK, posizionandosi al sesto posto della classifica. In seguito con gli aggiornamenti del 2008 che portarono all'installazione di nodi XT4 basati su processori quad-core Opteron l'ASCI Thor's Hammer sviluppava 248 TeraFLOPS posizionandosi al nono posto della TOP500. Questa architettura fu superata dalla Cray XT4 presentata nel 2006.